# 皮西尼莫 (亞利桑那州)
皮西尼莫（英語：Pisinemo）是位於美國亞利桑那州皮馬縣的一個人口普查指定地區。根據2010年美國人口普查，該地共人口500人，而該地的面積約為5.88平方千米。

## 地理
皮西尼莫的座標為32°02′28″N 112°18′52″W / 32.04111°N 112.31444°W，而該地最高點為海拔高度576米（即1890英尺）。